# Triodia helmsii
Triodia helmsii är en gräsart som först beskrevs av Charles Edward Hubbard, och fick sitt nu gällande namn av Michael Lazarides. Triodia helmsii ingår i släktet Triodia och familjen gräs. Inga underarter finns listade i Catalogue of Life.